# Rifugio Palafavera
Il rifugio Palafavera è situato a Palafavera nel comune di Val di Zoldo, ai piedi del massiccio del Pelmo, a 1514 m s.l.m. Presso il rifugio passa la l'alta via n. 1. Offre una veduta sul monte Pelmo e sul monte Civetta. Nel cuore delle Dolomiti.